# Stadion Janggakto
Stadion Janggakto (korejsky 양각도경기장 – Janggakto kjŏnggičang) je víceúčelový stadion v Pchjongjangu, hlavním městě Severní Korey. Leží v jihozápadní části ostrova Janggak ve čtvrti Čunggujŏk. Nabízí třicet tisíc míst k sezení a je využíván především pro zápasy severokorejské fotbalové ligy a pro mezinárodní zápasy severokorejské fotbalové reprezentace. Kromě zázemí pro fotbal, zejména hřiště s umělou trávou, nabízí také zázemí pro lehkou atletiku, zápas, box, plavání a judo. 
Stadion je v provozu od roku 1989. 